# Anderson Bamba
Anderson Soares de Oliveira (ur. 10 stycznia 1988 w São Gonçalo) – brazylijski piłkarz występujący na pozycji obrońcy. Zawodnik zakończył karierę 26 kwietnia 2017 roku.

## Kariera
Anderson seniorską karierę rozpoczynał w 2007 roku w klubie Tombense. W 2008 roku był stamtąd wypożyczony do CR Flamengo B. W tym samym roku został wypożyczony do niemieckiego VfL Osnabrück grającego w 2. Bundeslidze. Zadebiutował w niej 22 sierpnia 2008 roku w zremisowanym 2:2 meczu z ekipą SC Freiburg. W sezonie 2008/2009 rozegrał 12 ligowych spotkań. Sezon 2009/2010 spędził na wypożyczeniu w innym drugoligowym zespole, Fortunie Düsseldorf. 22 stycznia 2010 roku w wygranym 1:0 pojedynku z Unionem Berlin strzelił swojego pierwszego gola w 2. Bundeslidze. W barwach Fortuny zagrał 32 razy i zdobył 3 bramki.
Latem 2010 roku Anderson podpisał kontrakt z Borussią Mönchengladbach z Bundesligi. W tych rozgrywkach zadebiutował 18 września 2010 roku w przegranym 0:7 spotkaniu z VfB Stuttgart.
Po sezonie 2010/2011 wypożyczony do Eintrachtu Frankfurt, a w 2012 roku podpisał z nim kontrakt. W 2017 roku zakończył tam karierę.
| Rozgrywki     | Kraj   | Mecze | Bramki |
| ------------- | ------ | ----- | ------ |
| Bundesliga    | Niemcy | 78    | 1      |
| 2. Bundesliga | Niemcy | 74    | 3      |